# آمنیون
آمنیون (انگلیسی: Amnion) به غشایی گفته می‌شود که رویان انسان و دیگر جنین‌های مختلف (از جمله خزندگان، پرندگان و پستانداران) را می‌پوشاند. با مایع آمنیوتیک پر می‌شود، که باعث می‌شود آمنیون منبسط شود و به کیسه آمنیوتیک تبدیل شود که یک محیط محافظتی برای جنین در حال رشد فراهم می‌کند. آمنیون به همراه کوریون، کیسه زرده و برون‌شامه رویان (آلانتوئیس) از جنین محافظت می‌کنند. در پرندگان، خزندگان و تک‌سوراخیان (مونوترم‌ها)، کیسهٔ محافظ در یک پوسته محصور شده است. در جانوران کیسه‌دار و پستانداران جفتی جنین در رحم محصور شده است.
این اصطلاح برگرفته از یونانی باستان (ἀμνίον) «بره کوچک» است، که خلاصه‌ای از (ἀμνός) «بره» است. این با فعل انگلیسی "yean" نیز نزدیک است؛ بچه‌آوردن (معمولاً بره) را بیرون آوردن.
آمنیون یکی از ویژگی‌های کلاد مهره‌داران آمنیوتا است که شامل خزندگان، پرندگان و پستانداران می‌شود. دوزیستان و ماهیان آمنیوت نیستند و بنابراین فاقد آمنیون هستند. آمنیون از مزودرم سوماتیک خارج جنینی در سمت بیرونی و اکتودرم خارج جنینی یا تروفوبلاست در سمت داخلی منشأ می‌گیرد.

## در انسان

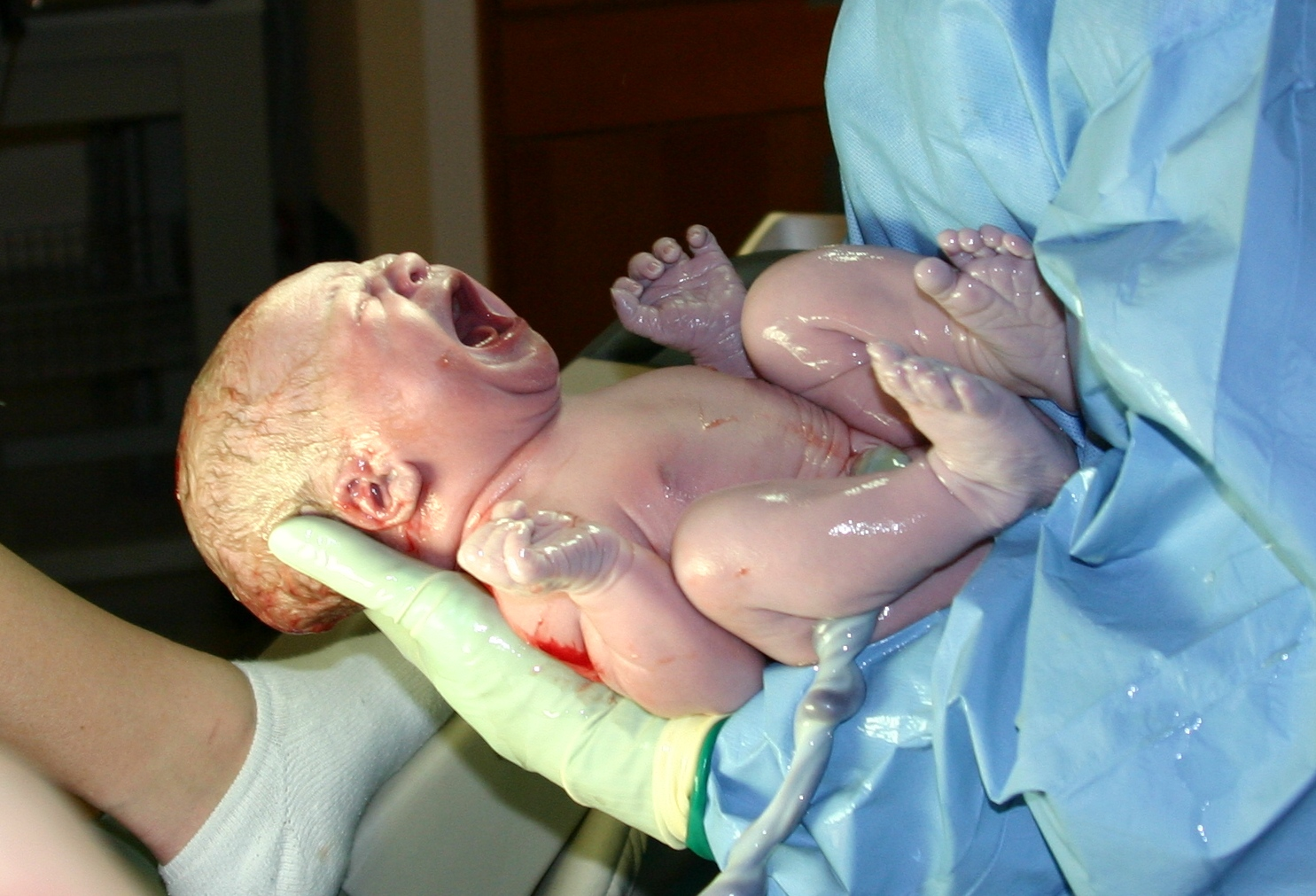
نوزادی که لحظه‌ای پیش متولد شده مایع آمنیون به تن او می‌باشد

در جنین انسان، مراحل اولیهٔ تشکیل آمنیون مشاهده نشده است. در جوانترین جنینی که مورد بررسی قرار گرفته آمنیون قبلاً به صورت یک کیسهٔ بسته وجود داشته که در تودهٔ سلولی داخلی به صورت یک حفره ظاهر می‌شود. این حفره توسط لایه‌ای از سلول‌های مسطح و اکتودرمی، اکتودرم آمنیوتیک پوشیده شده است و کف آن از اکتودرم منشوری دیسک جنینی تشکیل شده است. در خارج از اکتودرم آمنیوتیک لایهٔ نازکی از مزودرم وجود دارد که با لایهٔ سوماتوپلور پیوسته است و توسط ساقهٔ بدن با پوشش مزودرم برون‌شامه رویان به هم متصل می‌شود.
هنگامی که آمنیون برای اولین بار تشکیل می‌شود، با بدن جنین در تماس است، اما حدود هفتهٔ چهارم یا پنجم مایع آمنیوتیک (که به آن liquor amnii نیز گفته می‌شود) شروع به تجمع در آن می‌کند. این مایع از نظر کمیت افزایش می‌یابد و باعث انبساط آمنیون و در نهایت چسبیدن به سطح داخلی کوریون می‌شود، به طوری که قسمت خارج جنینی کولوم از بین می‌رود. مقدار مایع آمنیوتیک تا ماه ششم یا هفتم بارداری افزایش می‌یابد و پس از آن مقداری کاهش می‌یابد. در پایان بارداری به حدود ۱ لیتر می‌رسد.
مایع آمنیوتیک امکان حرکات آزادانه جنین را در مراحل بعدی بارداری می‌دهد و همچنین با کاهش خطر آسیب از بیرون از آن محافظت می‌کند. این مایع حاوی کمتر از دو درصد مواد جامد، متشکل از اوره و سایر مواد استخراجی، نمک‌های معدنی، مقدار کمی پروتئین و اغلب مقداری شکر است. دیده‌شدن بقایای اپیدرم و موها در میان محتویات مجرای گوارش جنین نشان‌دهندهٔ این واقعیت است که مقداری از آمنیوی مایع توسط جنین بلعیده می‌شود.